# Richard Sakai
Pour les articles homonymes, voir Sakai (homonymie).
Richard Sakai est un producteur et réalisateur nippo-américain.

## Filmographie

### Producteur
- 1984 : Madame est servie ("Who's the Boss?") (série télévisée)
- 1990 : The Best of the Tracey Ullman Show (TV)
- 1993 : Madame et ses filles ("Phenom") (série télévisée)
- 1994 : Profession : critique ("The Critic") (série télévisée)
- 1996 : Bottle Rocket
- 1996 : Jerry Maguire
- 1997 : Pour le pire et pour le meilleur (As Good as It Gets)
- 2001 : What About Joan (série télévisée)
- 2001 : Écarts de conduite (Riding in Cars with Boys)
- 2004 : Spanglish
- 2025 : Ella McCay de James L. Brooks

### Réalisateur
- 1978 : Taxi (série télévisée)
- 1982 : Newhart (série télévisée)